# March Engineering
March Engineering fue un constructor británico de automóviles de competición, tanto de Fórmula 1 como de otras categorías como Fórmula 2, Fórmula 3, CanAm, CART World Series, Fórmula Atlantic, sport prototipos, etc. Su plan de negocio era innovador ya que se proponían suministrar chasis de competición a equipos privados que utilizaran motores Cosworth. El concepto March es el inicio en los años 1970 de los que serían conocidos como British Kit Cars (automóviles británicos por piezas), estos constructores se limitaban a construir un chasis propio o incluso comprado a empresas especializadas (como March) y montaban motores Ford-Cosworth DFV y cajas de cambios Hewland.
March Engineering se constituyó en 1969, por Max Mosley (Presidente de la FIA 1991-2009), Alan Rees (expiloto y posteriormente director en Shadow y Arrows), Graham Coaker y Robin Herd (ingeniero hasta ese momento en McLaren). El nombre de la escudería era un juego de palabras en el que, además de conjugarse las iniciales de los apellidos de sus fundadores (Mosley, Rees, Coaker y Herd), se hacía alusión también al imperativo "March!" (en inglés "Marche!", "Avance!"). Cada uno de los fundadores tuvo su rol dentro del equipo: Mosley fue el director comercial, Rees el director deportivo, Coaker el director de producción y Herd el jefe de diseño.
A diferencia de los otros constructores, March tuvo desde el principio una orientación más comercial que deportiva. Mientras que Lotus, Brabham, McLaren o Ferrari hacían de la venta de sus chasis una forma de obtener ingresos para financiar sus equipos de carreras, March tenía como objetivo la venta de modelos a la vez que el equipo de carreras servía de promoción: posteriormente otros, como Lola, Dallara o Ralt, siguieron el mismo camino. Por lo general la fábrica no gestionaba directamente los equipos que se montaban con cierta independencia hasta el punto de llevar distintos patrocinadores y diferentes estructuras dentro del mismo equipo o incluso solían ser ajenos a la marca. De hecho los primeros éxitos de March no se consiguieron en el equipo oficial sino que fueron gracias a la escudería de Ken Tyrrell y su piloto Jackie Stewart. En los años 1970 se convirtieron los March en los monoplazas para particulares por excelencia y muchos constructores en sus inicios antes de comenzar a fabricar sus propios chasis recurrían a March, es el caso de Tyrrell, Williams, Hesketh o Penske entre los de Fórmula 1.
Entre las anécdotas de esta peculiar marca se destacan la de ser la única que debutó con el n.º 1 (Stewart era campeón cuando Tyrrell cambió Matra por March) y la de ser la única marca con la que ha puntuado una mujer (Lella Lombardi en España 1975). También tiene el récord de hacer pole en su primera carrera (junto a Alfa Romeo, Mercedes, Lancia, Lola , Tyrrell y Brawn GP) y podio en su primer GP (junto a Alfa Romeo, Ferrari, Gordini, Mercedes, Wolf y Fittipaldi).

## Historia

### STP March Racing Team (1970-1972)

#### Temporada 1970
Robin Herd y Peter Wright diseñarón el modelo 701 (70 indica el año y 1 corresponde a F1) para la escudería de Ken Tyrrell, que había dejado Matra, uno para Jackie Stewart y otro para Johnny Servoz-Gavin: un tercer chasis se vendió a Colin Crabbe, director del equipo privado Antiques Automóviles para el sueco Ronnie Peterson. La fábrica montó también un equipo propio dirigido por Alan Rees, patrocinado por la compañía de lubricantes STP (Scientifically Treated Petroleum), con Chris Amon y Jo Siffert. También asociado a STP, pero con estructura independiente y dirigido por Andy Granatelli (director de STP), corrió un tercer coche oficial guiado por el estadounidense Mario Andretti.
El inicio del 701 fue fulgurante, en su primera carrera en Sudáfrica (7 de marzo de 1970), Stewart consiguió la pole position, con Amon 2.º en la parrilla con el mismo tiempo, lideró la carrera durante 19 vueltas y terminó en el podio en 3.ª posición. Quince días después en Brands Hatch, el March-701 consigue su primera victoria en la Carrera de los Campeones, por delante de las mejores máquinas británicas (Lotus, McLaren, Brabham o BRM). Un mes más tarde (19 de abril) en el circuito del Jarama, Stewart da la primera victoria puntuable para March en un accidentado GP de España, en el que solo acaban 5 coches, tres de ellos March (Andretti 3º y Servoz-Gavin 5º). A la semana siguiente Amon se adjudica el Trofeo Internacional de la BRDC en Silverstone con un hattrick (carrera, pole y vuelta rápida) y Stewart le acompaña en el segundo escalón del podio.
Increíblemente el equipo novato se postulaba como el coche a batir para el campeonato del mundo. La racha podría haber continuado en Mónaco, donde Stewart y Amon se sitúan él lo más alto de la parrilla, ambos March lideraron la prueba, sin embargo en la vuelta 27 el escocés tiene problemas de motor que le hacen abandonar. Amon continuó batallando con Jack Brabham hasta que rompió la suspensión en la vuelta 60 cuando permanecía en la 2.ª plaza. En Bélgica se repitió la historia, Stewart y Amon, 1.º y 3.º en parrilla, en la salida Amon toma la cabeza y pugna con Stewart y Pedro Rodríguez con su BRM, pero a mitad de carrera se vuelve a romper el motor de Stewart, y esta vez el Amon consiguió mantener la 2.ª plaza. Sin embargo en el resto de la temporada el Lotus de Rindt y el Ferrari de Ickx fueron superiores en calificación y generalmente en carrera (Stewart hace 2.º en los Países Bajos e Italia y Amon 2.º en Francia y 3º en Canadá). El tercer puesto en el Campeonato Mundial de Constructores de Fórmula 1 era realmente fantástico para un constructor debutante, así como el 5.º puesto de Stewart en el de pilotos.
En Fórmula 2 se fabricó el modelo 702 para varios equipos privados (Malcolm Guthrie Racing, Squadra Tartaruga y Eifelland Wohnwagenbau), se consigue una victoria en el GP alemán (Xavier Perrot) y dos poles (Peterson). El 707 para la CanAm es conducido por Chris Amon en varias carreras sin demasiado éxito (4.º en Laguna Seca y Riverside).

#### Temporada 1971

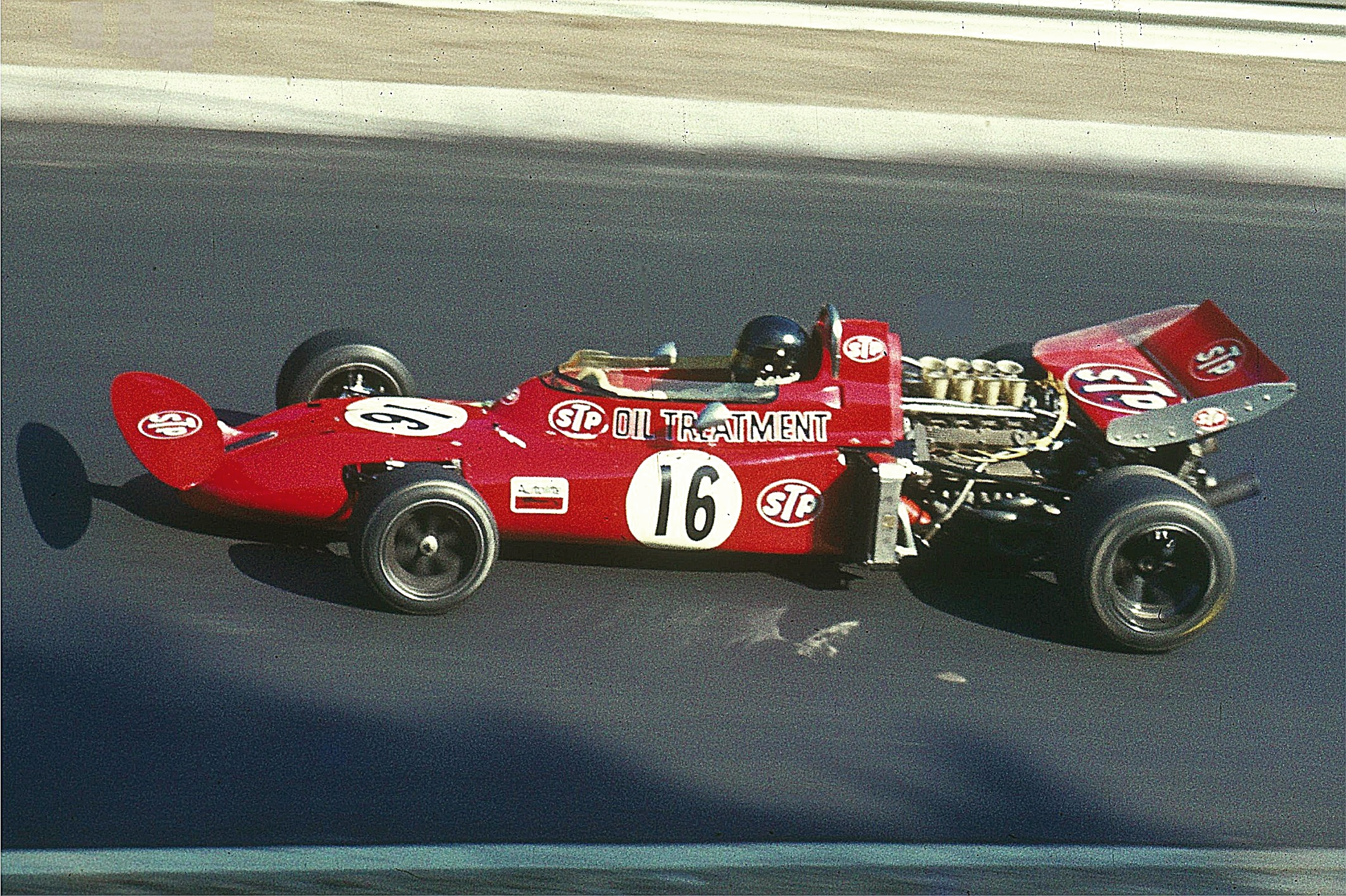
March 711-Alfa Romeo de Andrea De Adamich.

Para el siguiente año se venden los 701 al equipo de Frank Williams y otros privados, Robin Herd, Geoff Ferris y Frank Costin diseñan el nuevo 711, que presentaba un impactante alerón delantero ovalado de gran tamaño. Se formaron dos equipos oficiales, uno motorizado por Cosworth (con Peterson y Soler-Roig) y otro con motor Alfa Romeo (para los italianos Andrea de Adamich y Nanni Galli). Aunque no se consiguió ninguna victoria los cuatro 2º de Peterson (Mónaco, Inglaterra, Italia y Canadá), le dieron el subcampeonato al sueco tras el Tyrrell de Jackie Stewart, que sería al final la mejor clasificación de March en el Campeonato del Mundo de Pilotos, y volvió a conseguir la 3.ª plaza en el de constructores. En el GP de Italia, una de las carreras más emocionantes de la historia, en la que hubo hasta 8 líderes distintos, Peterson estuvo en cabeza 23 vueltas, 4 pilotos entraron en el mismo segundo y el sueco perdió la carrera por 10 milésimas frente al BRM de Peter Gethin. Al menos el March de Henri Pescarolo marcó la vuelta rápida.
El 712M fue el dominador del campeonato de F2, frente a los Brabham, Tecno, Lotus, Chevron. Hasta 30 pilotos de 12 equipos compitieron con el March-712M, y Ronnie Peterson (del equipo oficial de la marca) conquistó el título por delante de Brabham de Carlos Reutemann y del March-BMW de Dieter Quester. Los March vencieron en 10 ocasiones (Peterson (6), Pace, Pescarolo, Quester y Beuttler), se obtuvieron 11 poles, 8 vueltas rápidas y 29 podios. También en el modelo 713 de la F3 fue un éxito y con él Roger Williamson conquistó el título británico.
Al final de la temporada Alan Rees abandona March para unirse a Don Nichols y fundar el nuevo equipo Shadow. Significó la salida del segundo fundador tras la muerte de Graham Coaker al final de 1970, y dejaba la compañía en manos de Mosley y Herd.

#### Temporada 1972
March comenzó la temporada 1972 en Argentina y Sudáfrica con una evolución del chasis del año anterior renombrado como 721 (para Peterson y Lauda del equipo oficial y otro para Pescarolo de Williams) en espera del nuevo chasis. En España se estrenó el 721X (de bajo momento-polar) que había sido concebido para las cajas de cambios trasversales 33/3 de Alfa Romeo, el modelo fue un fracaso y se intentó arreglarlo con una caja Hewland pero siguió sin funcionar en las dos carreras siguientes. Se tuvo que crear a gran velocidad un nuevo modelo tomando como base el chasis de F2, se llamó el 721G (G por el Libro Guinness de los récords, al ser el coche más rápidamente construido, 9 días). Era un coche bastante ligero y rápido y marcó la evolución de los siguientes modelos de March, más cercanos a la F2 que a la categoría reina. Sin embargo la temporada estaba echada a perder, se entró varias veces en los puntos consiguiendo al final un 6.º puesto en el campeonato de constructores y 9º en el de pilotos. El mejor resultado fue el podio (3.º) de Peterson en Nürburgring y en parrilla una 3.ª posición en Canadá. La escudería Eifelland utilizó un 711 modificado por el ingeniero alemán Luigi Colani que presentaba extravagantemente el espejo retrovisor en mitad del capó delantero.
Tampoco la temporada de F2 fue tan victoriosa como la de 1971, aunque el nuevo modelo 722 se vendió muy bien a los equipos privados. Se obtuvieron solo 5 victorias, 2 de Peterson, 1 de Lauda y otra de Mass en el equipo oficial y una más de Jarier para el equipo privado Shell-Arnold. El mejor clasificado de los March en el campeonato fue Patrick Depailler (3.º) del equipo Elf-Coombs y Lauda sólo alcanzó la 5.ª plaza. En resumen fueron 5 victorias, 8 poles, 5 vueltas rápidas y 22 podios.
Con un esquema similar al 722 y al 721G se construyó para John Cannon el modelo March 725-Oldsmobile V8, con el que participó en el campeonato británico y americano de Fórmula 5000, consiguiendo como mejor resultado un segundo puesto en Silverstone. El March 72B-Ford BDA de Bill Gubelmann obtuvo el campeonato británico de Fórmula Atlantic.

### Semioficiales en F1. Objetivo F2 (1973-1977)

#### Temporada 1973

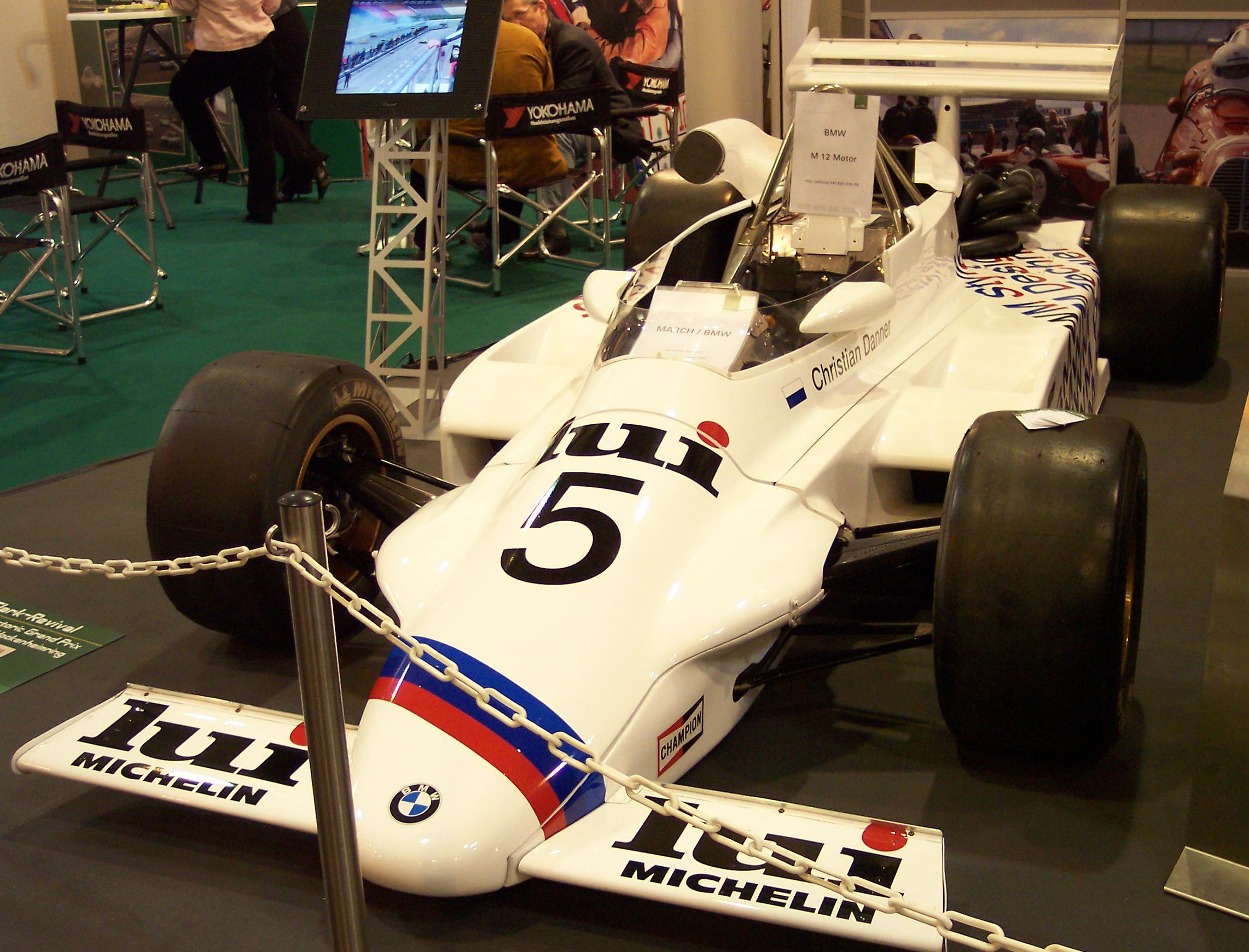
Coche March 822 de la F2.

La orientación comercial de March encajaba mejor en la F2, con abundantes equipos privados y un pequeño número de constructores, que en la F1, donde los privados iban escaseando y la competencia de buenos constructores era mucho mayor. La pérdida de STP como patrocinador del equipo oficial de F1 produjo por primera vez una falta de financiación del programa. El cambio de normativa de la F2 (ahora con motores de 2 litros) también ayudó a entablar una colaboración con BMW para el suministro exclusivo de motores para esta categoría, y a la vez la orientación prioritaria de March hacia ella. Por ello el modelo 731 no fue otra cosa que una adaptación del modelo 721G a las nuevas normativas sobre las estructuras deformables, y al cual se le añadieron unos radiadores montados en el alerón delantero. Como pilotos oficiales se eligió a dos habituales de March en F2, Jean-Pierre Jarier y Mike Beuttler. Además se suministraron chasis a dos privados, al extravagante y divertido equipo Hesketh Racing de James Hunt y al personal proyecto de David Purley y su empresa familiar LEC Refrigeration. La temporada fue desastrosa, con un 7.º puesto como mejor resultado en el GP de España, pero se agravó aún más cuando Jarier concentrado en ganar la F2 dejó su puesto a Roger Williamson patrocinado por Tom Wheatcroft (su jefe de equipo en la F2). En su segunda carrera en Holanda sufre un terrible accidente, solo David Purley descendió de su coche e intentó ayudar a su joven compañero mientras la carrera continuaba y los comisarios no llegaban..
En la parte positiva del año estuvo el magnífico desempeño de Hunt y su 731 reestructurado por el ingeniero de Hesketh Harvey Postlehwaite que fue mejorando a lo largo de la temporada, 9.º en Mónaco, 6.º en Francia, 4.º en Gran Bretaña, 3.º en Holanda y 2.º en la última carrera del año en Estados Unidos.
En la F2 el dominio de los nuevos March motorizados por BMW es evidente, Jarier se proclama campeón con 7 victorias y 78 puntos frente a los 41 de su inmediato seguidor, Jochen Mass y su Surtees TS15. También los privados ganan carreras: Vittorio Brambilla de Beta Racing gana dos veces, Jacques Coulon de la Scuderia Filipinetti, y Williamson de Whatcroft Racing una cada uno e incluso el privado Roland Salamon se impone en Hockenheimring. El equipo de Héroes Racing domina también el campeonato japonés con Motoharu Kurosawa.
Para la F-5000 se prepararon varios March 73A-Chevrolet que participaron en los campeonatos británico y americano con Skip Barber, John Gunn, Gus Hutchinson y Bob Lazier, sin demasiado éxito. Por el contrario en la fórmula Atlantic los March 73B-Ford-BDA dominaron en la mayoría de las series, la británica con Colin Vanderwell. En la F3 el March 733-Cosworth se impone en los dos campeonatos británicos: Tony Brise vence el Lombard y en el Forward Trust gana Ian Taylor. También en el campeonato italiano vence un March conducido por Carlo Giorgio.

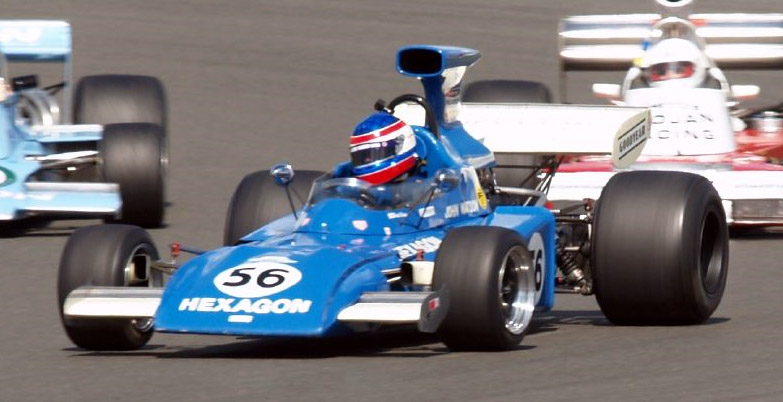
March 721 en exhibición de Coches de Carreras Históricos.
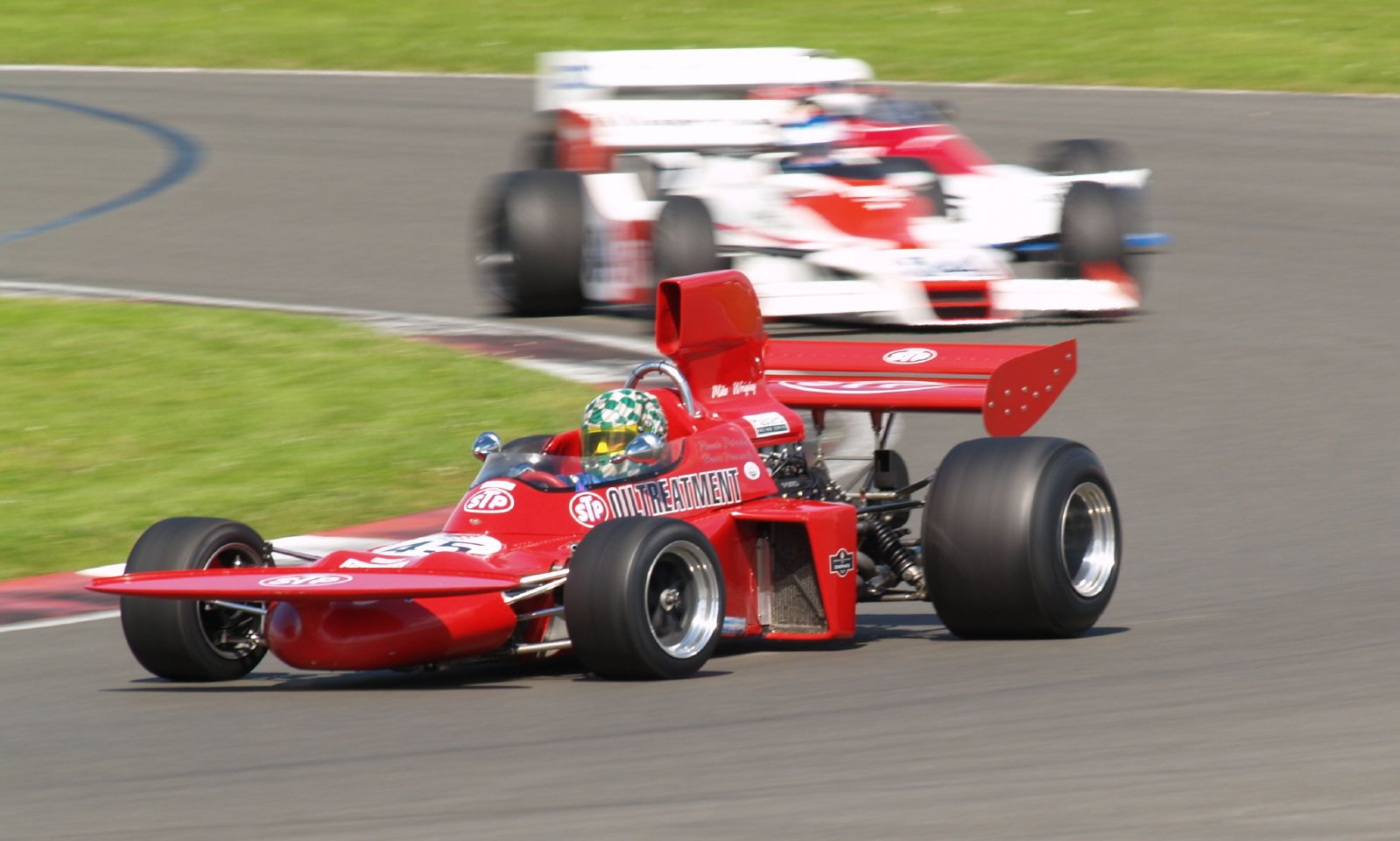
March 711 siendo exhibido.
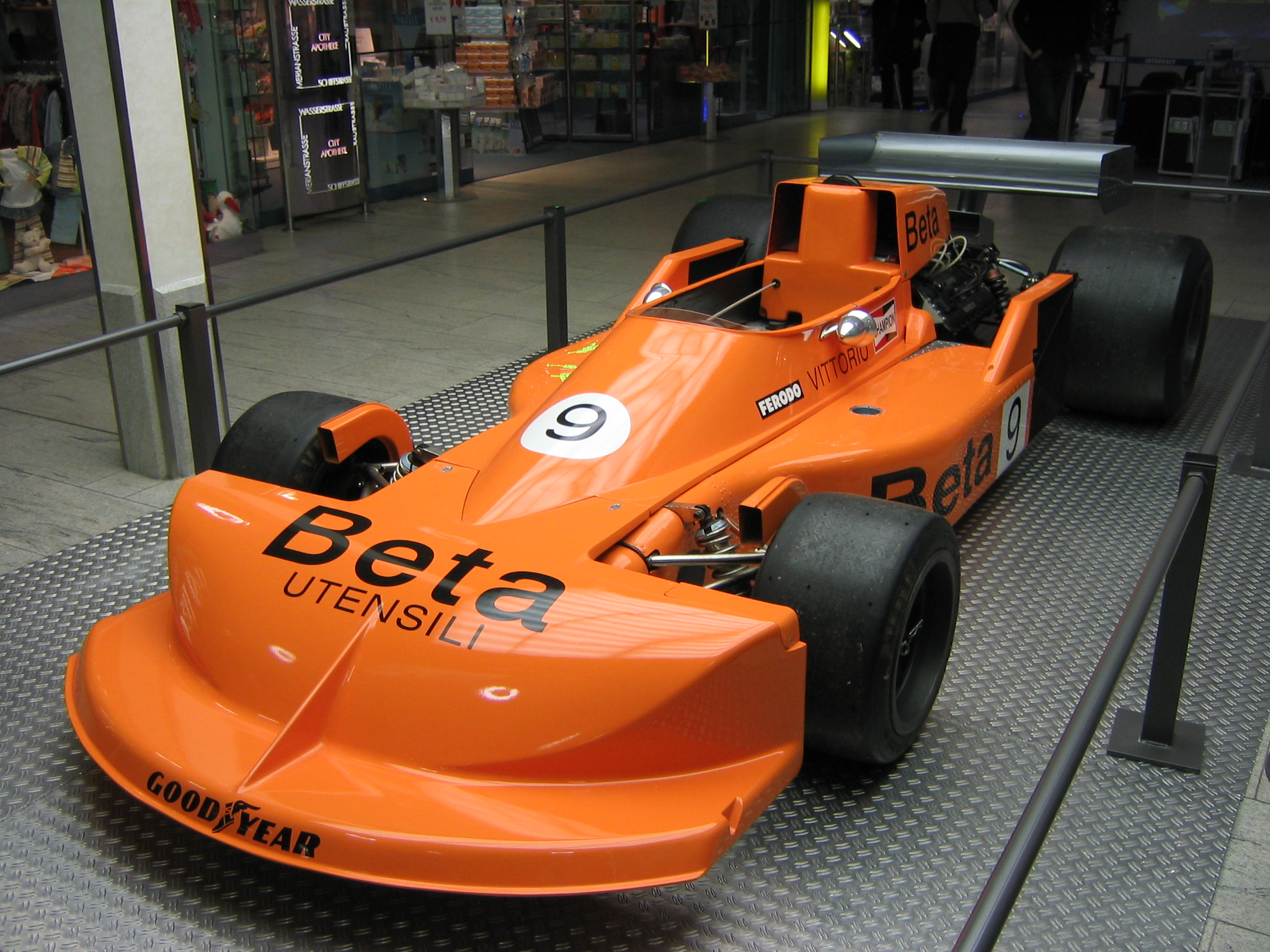
March 761 en un Museo.

#### Temporada 1974
BMW presionaba a March para que saliera de la F1 y se concentrara en la F2, sin embargo el interés de varios patrocinadores y pilotos por participar en la F1 hacía que la compañía siguiera suministrando chasis que por otro lado eran baratos y lo suficientemente rápidos. El modelo 741 de Robin Herd tenía la línea habitual de los monoplazas de F1 de mediados de los años 1970, con un gran morro delantero sin alerón y con chimenea de refrigeración por encima del piloto que iría aumentando en los modelos posteriores. A partir de 1974 no existía ya un equipo oficial pues los pilotos pagaban ellos mismos o por medio de sus patrocinadores el mantenimiento y gastos de competición. Stuck mantenía por medio de la empresa alemana de licores Jägermeister el primer monoplaza mientras Howden Ganley pagó de su bolsillo los gastos del segundo para dos carreras. Vittorio Brambilla patrocinado por la compañía de herramientas Beta accedió al coche de Ganley por el resto de la temporada. En lo deportivo poco hay que destacar, los March clasificaban regularmente en la parte media de la parrilla y pocas veces entraban en los puntos en carrera. Los mejores resultados son el 4.º de Stuck en España y el 6.º de Brambilla en Austria.
En F2 aunque March había perdido la exclusividad del motor BMW, no tuvo problemas para monopolizar el campeonato frente a los Alpine, GRD, Surtees y Chevron. Los pilotos del equipo oficial Patrick Depailler y Hans-Joachim Stuck, primero y segundo respectivamente y Jacques Laffite, del equipo BP-Racing, tercero, coparon los puestos de honor del campeonato. Cuatro triunfos de Depallier, otros tantos de Stuck y sendas victorias de Peterson y Laffite fueron la abundante cosecha del March 742-BMW, por solo dos victorias de los Alpine (Jabouille y Tambay). Además de 9 poles, 7 vueltas rápidas y 20 podios.
Igualmente las 14 victorias de Brian Henton en el campeonato británico de F3 le otorgaron los dos títulos en juego para su March 743-Ford. 1974 fue el año más exitoso de March en F3 pues también vencieron en el campeonato italiano con Alberto Colombo, en el alemán con Giorgio Francia, en el sueco con Conny Andersson. El galés Tom Pryce se impuso en el GP de Mónaco, considerado como el más prestigioso de la categoría. En la F-5000 el March 74A-Chevrolet de Mike Wilds obtiene sendos segundos puestos en Brands Hatch y Mallory Park. Jim Crawford y Alan Jones se imponen en las series de la Atlantic británica con el 74B-Ford.

#### Temporada 1975
March continúa con su política comercial de suministro de chasis baratos para pilotos de pago (Brambilla y Lombardi) y equipos privados (Penske). El modelo 751 de Robin Herd es una continuación del 741, realmente toda la serie 741/751/761 serán monoplazas prácticamente idénticos. Aunque el monoplaza era competitivo, Brambilla calificaba habitualmente en el Top-10, la fiabilidad fue su mayor problema, 17 abandonos. En la parte positiva estuvo la inesperada victoria en el lluvioso GP de Austria, con la anécdota añadida de que Brambilla tras pasar la bandera de cuadros se salió de la pista y en el choque destrozó la delantera de su March, aunque consiguió dar la vuelta de honor con el morro colgante. En el azaroso GP de España, suspendido cuando el líder, Rolf Stommelen, perdió su alerón y chocó contra el guardaraíl muriendo 5 personas, los March estaban situados 5.º y 6.º. Fue la primera vez y única que una mujer puntuaba, pero al haberse reducido la distancia del GP, Lella Lombardi solo obtuvo medio punto. La parte negativa ocurrió en el mismo GP de Austria cuando Mark Donohue perdió el control de su March y golpeó contra la valla, en el choque murió un comisario, y parecía que el piloto no estaba seriamente herido, pero fue llevado al hospital de Graz con un fuerte dolor de cabeza, al día siguiente a causa de una hemorragia cerebral.

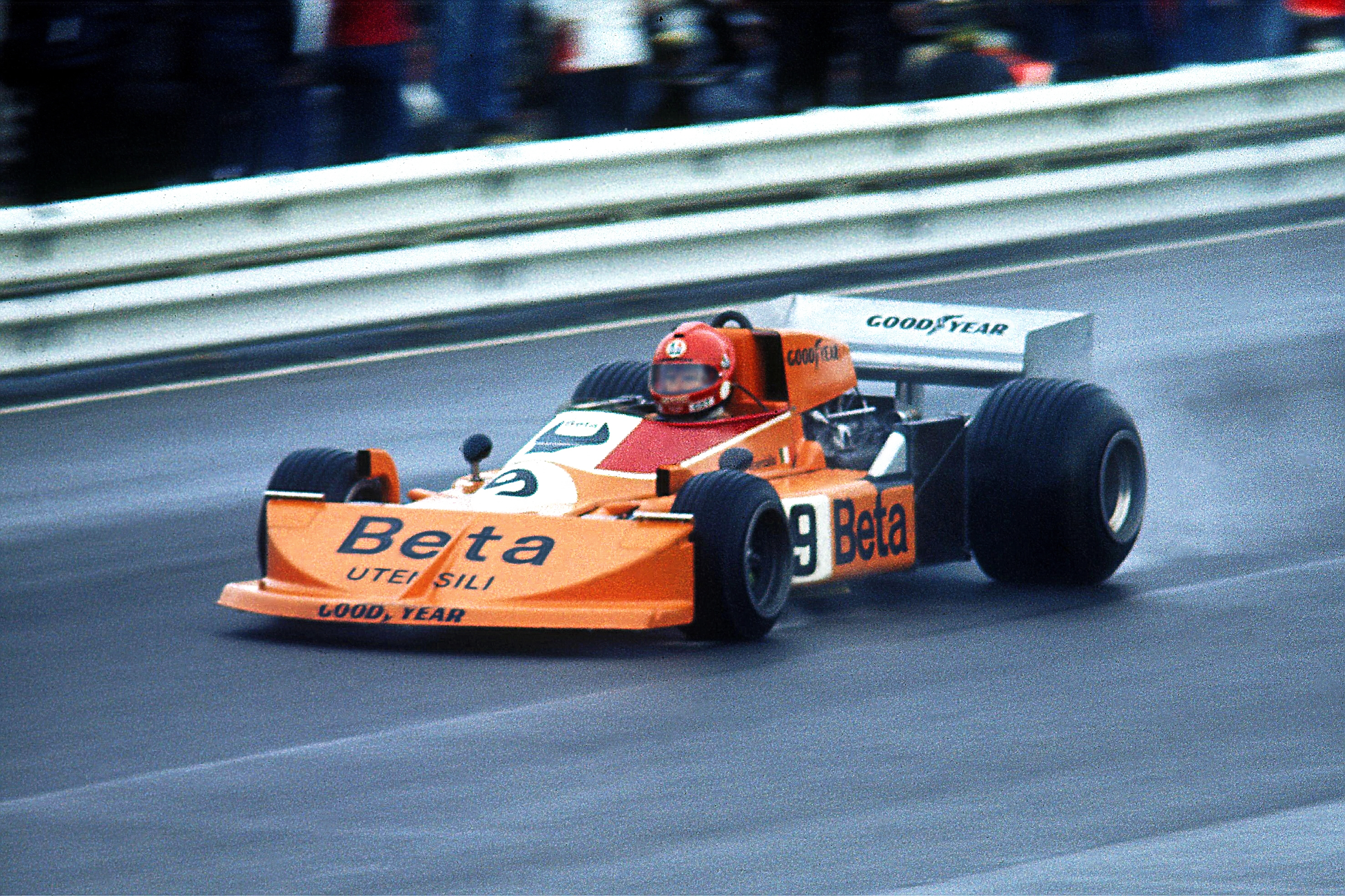
March 761-Ford de Vittorio Brambilla en el GP de Alemania.

En F2 los March fueron 2.º (Michel Leclerè y 3.º (Patrick Tambay) tras el Martini de Jacques Laffite. El March 752-BMW acaparaba las parrillas ya que era el modelo más habitual entre los equipos privados, solo algunos Osella, Chevron, Martini o Jabouille impedían que la categoría se convirtiera en monomarca. 7 victorias y 31 podios fue la cosecha final para March. También en la F3 los March eran mayoritarios, ya fuera con motor Ford, Toyota Novamotor o Alfa Romeo. Así en el británico se impone Gunnar Nilsson, en el italiano Luciano Pavesi y en el sueco Conny Ljungfeldt todos con March-753, pero en el recién creado campeonato europeo, el March de Conny Andersson queda en segundo lugar tras el Ralt de Larry Perkins. En la F-5000 se consigue romper por dos veces la hegemonía de Lola y Chevron en el campeonato británico: el australiano Alan Jones consigue la victoria en Thruxton y, poco después, en el Silverstone.

#### Temporada 1976

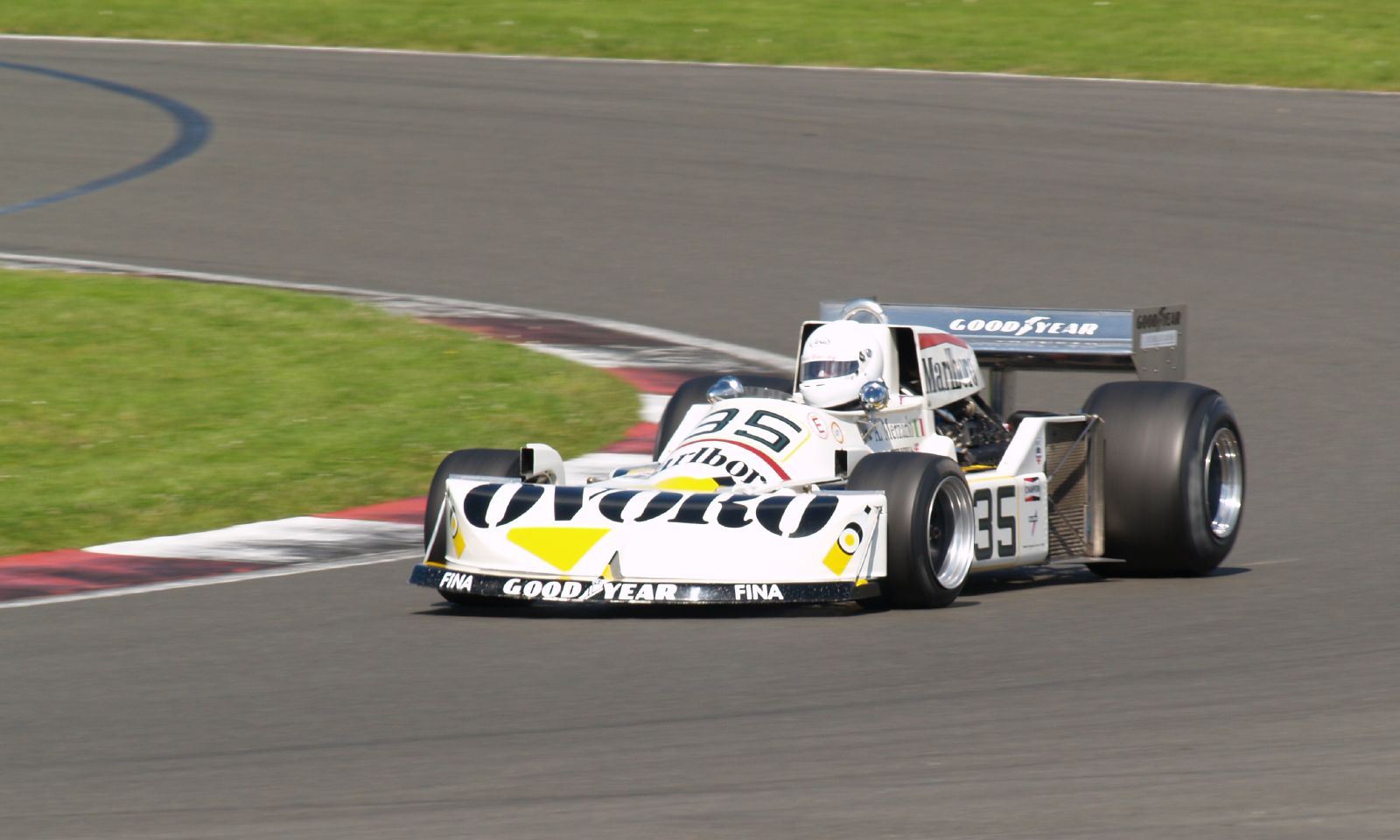
March 761-Ford de Arturo Merzario del equipo privado Ovoro-March.

Con la vuelta de Ronnie Peterson, cansado de la poca competitividad de su Lotus, March hace un último esfuerzo en la categoría reina. El equipo oficial los formaron Peterson y Brambilla, con otro equipo semioficial con coches para Hans-Joachim Stuck y Merzario. El modelo 761 de Robin Herd resultó rápido pero bastante frágil, antes de la victoria de Peterson en Monza, los March habían tenido 26 abandonos, si bien es cierto que cuando conseguían acabar, lo hacían generalmente entre los 10 primeros. De hecho, en la carrera de Holanda, el sueco había marcado la pole y había sido líder durante 11 vueltas. La carrera de Italia fue una de las mejores de Peterson, de ser octavo en la parrilla con una magnífica salida se colocó en la 4.ª posición, una primera lucha con el Ligier de Laffite y el Tyrrell de Depallier, le acercó a la cabeza. Tampoco Scheckter, con el Tyrrell P34 de 6 ruedas, pudo aguantar los ataques de sueco que a partir de la vuelta 11 se puso en cabeza y no la abandonó hasta el final a pesar de los ataques del Ferrari de Regazzoni, la gran actuación del sueco le hizo marcar también la vuelta rápida en carrera. El resto de temporada fue similar, excelentes calificaciones y abundantes problemas en carrera, por ejemplo en el GP de USA-Este salieron bien colocados, Peterson (3º), Brambilla (4º) y Stuck (6º), solo logró acabar el alemán en 5.ª posición. En las nuevas Shellsport Series, campeonato británico de fórmula libre donde participaban F1, F2 y F-5000 juntos, el March 751-Cosworth de Damien Magee consigue dos victorias y el March 742-Ford BDA de Ray Mallock se impone en otra carrera.
La temporada de F2 se hizo más interesante por la entrada en competición de ELF apoyando a los constructores franceses, Martini y Jabouille, y trayendo de la mano los nuevos motores Renault, así como la aparición de la nueva marca de Ron Tauranac, la Ralt. De nuevo BMW presionaba a Robin Herd para que se centrara en sus diseños de F2, y los resultados le dieron la razón. El mejor March 763-BMW fue el del brasileño Alex Dias Ribeiro, que quedó 5.º tras los Jabouille 2J-Renault del propio Jean-Pierre Jabouille (1.º) y Michel Leclere (4.º) y los Martini Mk19-Renault de René Arnoux (2.º) y Patrick Tambay(3.º). Solo tres victorias ampliaron el palmarés, dos de Maurizio Flammini y otra de Hans-Joachim Stuck. 
En la F3 continuó el dominio de los March que cambiaron los motores a los nuevos Toyota preparados por Novamotor. Rupert Keegan y Bruno Giacomelli dominaron los campeonatos británicos y también el piloto italiano venció en la carrera de F3 en Mónaco. Por segundo año el campeonato europeo se resiste: el sueco Conny Andersson empata a puntos con Riccardo Patrese (Chevron), pero el italiano es campeón por el número de victorias, el March de Gianfranco Brancatelli es tercero. 
En la F-5000, las dos victorias de Damien Magee y otras buenas actuaciones de su March 75A-Ford GAA no impidieron que el Chevron de David Purley se llevara el campeonato. También consiguieron victorias: Ray Mallock en el campeonato británico y Alan Jones en Watkins Glen, en la serie americana. También fue buen año en la Fórmula Atlantic donde Gilles Villeneuve consiguió los dos campeonatos americanos y Ian Scheckter consiguió el sudafricano.

#### Temporada 1977

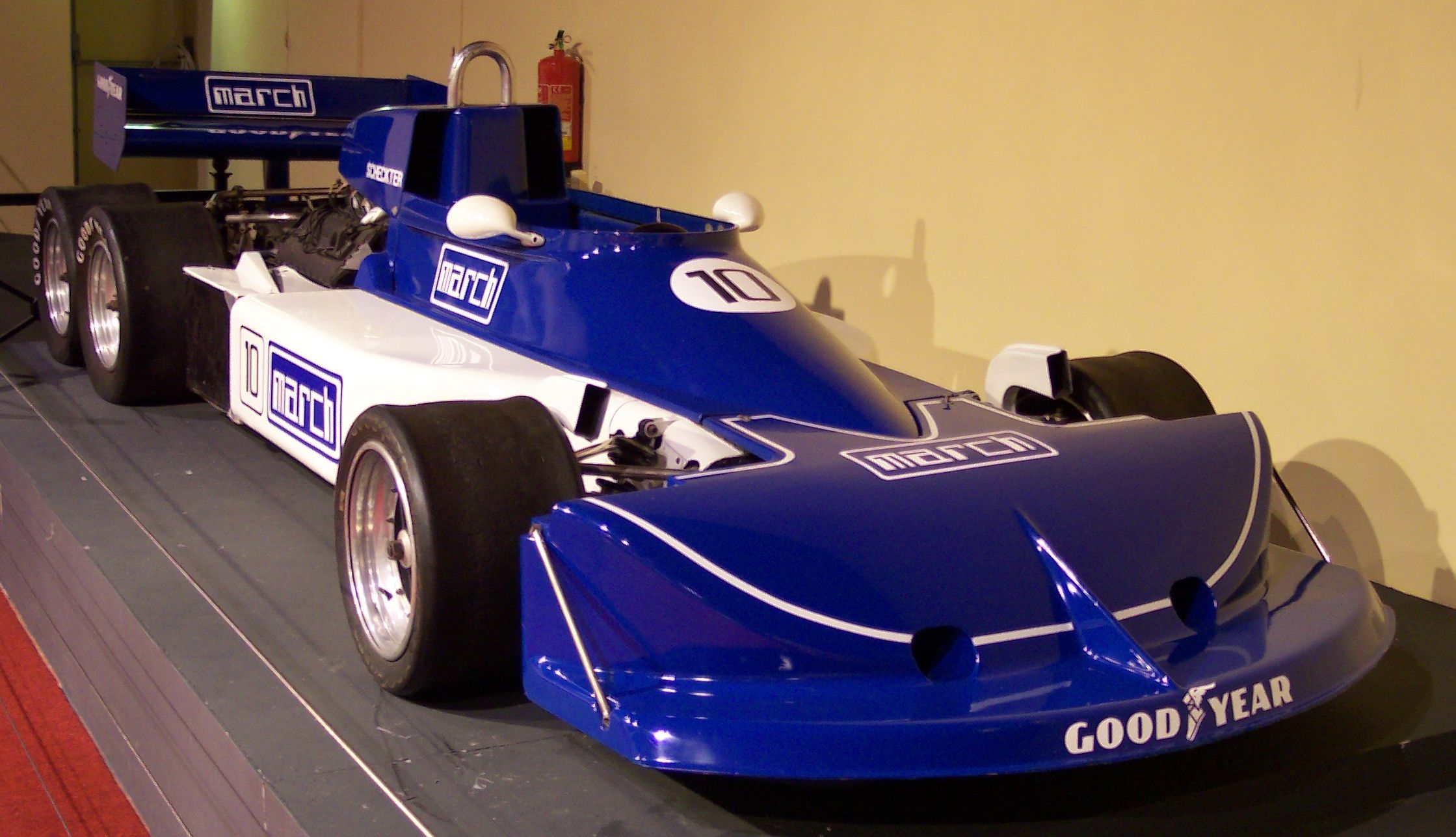
Proyecto no utilizado, el March 2-4-0 de 6 ruedas.

Entre las temporadas 1976/77 Robin Herd y Wayne Eckersley diseñan un modelo de 6 ruedas. El March 2-4-0 que a diferencia del Tyrrell P34 presentaba 4 ruedas traseras motrices del mismo tamaño que las delanteras, en teoría para aumentar la tracción y disminuir la resistencia aerodinámica. En la pretemporada de 1977 fue probado por Howden Ganley y por Ian Scheckter aunque finalmente se optó por un modelo convencional de 4 ruedas basado en el 761. Por paradoja el March 2-4-0 fue muy productivo económicamente ya que se le dio licencia a Scalextric para comercializar la versión de slot y muy pronto se convirtió en uno de los modelos más populares. Los modelos 761B y 771 no eran más que el modelo 761 con algunas modificaciones de hecho el 761B que se vendió a Frank Williams aún conservaba la pintura naranja del viejo 761 de Brambilla. La única ventaja que conservaba era su bajo precio y por ello fue adquirido por varios privados: Williams en su nuevo proyecto tras la ruptura con Walter Wolf, Merzario en su intento de crear una escudería propia, Ralph McDonald iniciando su equipo RAM, Brett Lunger o Brian Henton. Los mismos semioficiales se crearon gracias al apoyo de sus patrocinadores, Alex Ribeiro (Hollywood) y Ian Scheckter (Rothmans). En lo deportivo la temporada fue desastrosa, se batió el récord de NQ (no calificación en la parrilla), quedando fuera de la carrera hasta 10 veces los "oficiales" y 35 en total. No se entró nunca en los puntos siendo el 7º de Patrick Neve (Williams) en Italia el mejor resultado. Al final de la temporada Mosley, concentrado en los negocios de la FOCA, abandona la compañía, y Herd que queda en solitario al frente decide vender los restos del equipo de F1 a ATS de Gunther Schmid y él mismo colabora con John Gentry en el diseño del ATS HS1-Cosworth.
Tampoco fue una buena temporada en la F2, al dominio de los Martini Mk22-Renault de Rene Arnoux y Didier Pironi del equipo Renault-Elf se le unieron los emergentes Ralt RT1-BMW del Project Four Racing de Ropn Dennis. El March 772P-BMW de Bruno Giacomelli solo consiguió la 4.ª plaza empatado con el Chevron B40 de Riccardo Patrese. Tres victorias de Giacomelli y otras dos de Jochen Mass fueron lo mejor del año. En F3 se consigue el Vandervell F3 Championship, pero en el BP Super Visco F3 Stephen South queda por detrás del Chevron de Derek Daly, el mejor resultado lo obtiene Piercarlo Ghinzani que, tras tres intentos de March, se proclama vencedor campeonato europeo de F3. En las Shellsport Series también se consigue el subcampeonato, Guy Edwards con su March 751-Cosworth queda detrás del Surtees TS19-Cosworth de Tony Trimmer, apuntándose 3 victorias, 3 poles y 2 vueltas rápidas. Val Musetti con un March de F2 se anota una victoria, 2 poles y dos vueltas rápidas, siendo el tercer clasificado del campeonato.

### Interludio sin F1 (1978-1980)

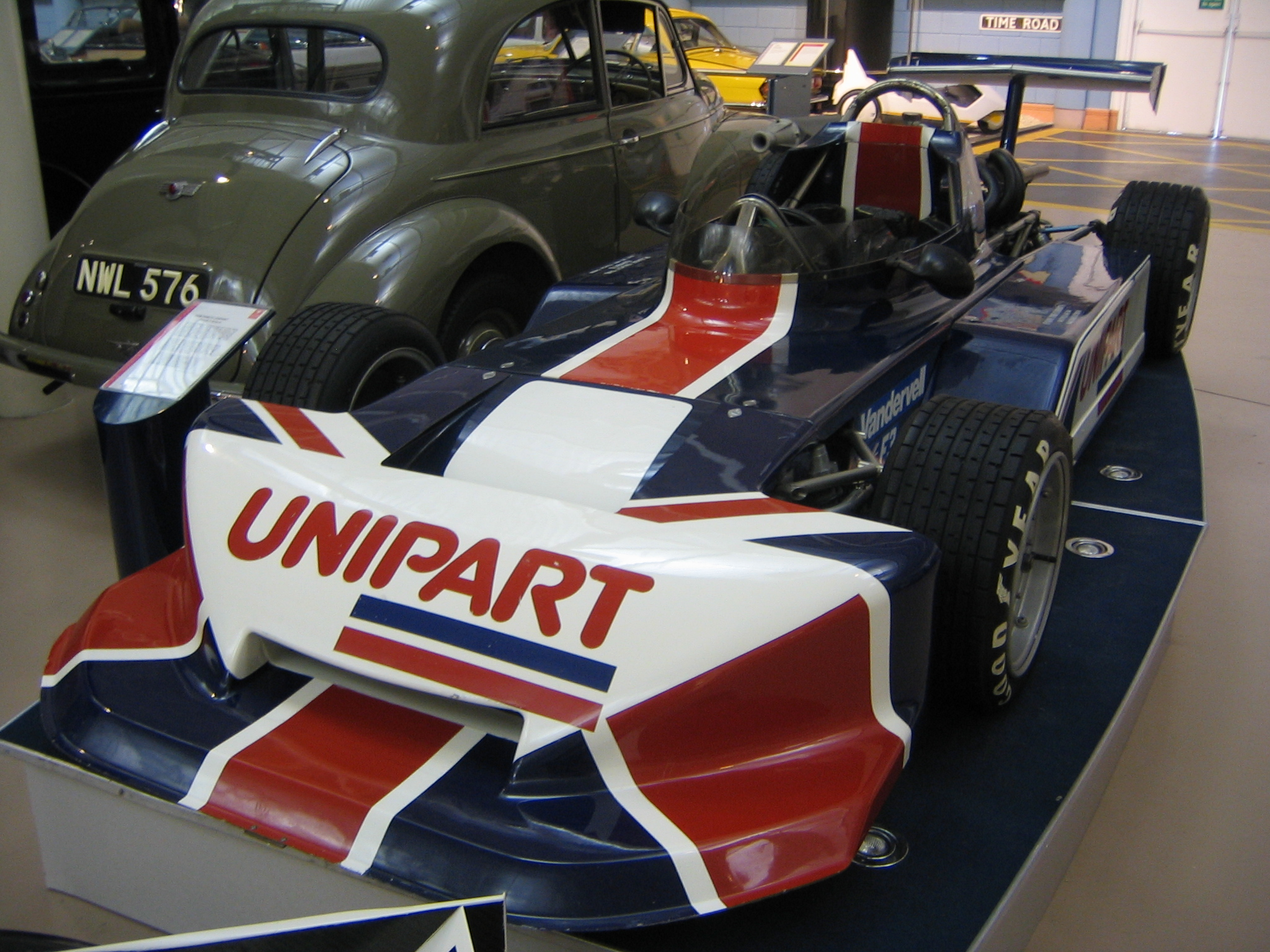
March-Triumph de 1978, conducido por Nigel Mansell.

La F1 estaba cambiando, cada vez eran menos los privados que se podían financiar un monoplaza y las nuevas normativas se encaminaban a la admisión exclusiva de equipos que construyeran sus propios modelos. A pesar de la retirada de la F1 de alguna manera March continuaba en el campeonato. Por un lado Robin Herd se encarga del desarrollo del ATS HS1, un modelo inspirado en el Penske a su vez inspirado en el March 751. Por otro lado Arturo Merzario intenta su propio proyecto y encarga a Simon Hadfield el diseño del Merzario A1, basado en el March 761 adaptado al efecto suelo. También hay presencia de March en la Aurora F1, campeonato británico de F1 en el que competían monoplazas de años anteriores comprados por privados y continuador de las Shellsport series. El March 781 es el único diseño específicamente concebido para este campeonato, y con él Guy Edwards y Bruce Allison obtienen 3 victorias. Con este mismo modelo Patrick Nève intentó participar en el GP de Bélgica, aunque finalmente no se le permitió.
A partir de 1978, March se concentró en la Fórmula 2, gestionando el equipo oficial de BMW. Un chasis 781 fue ocasionalmente utilizado en la Aurora F1. March también asistió en la producción de los vehículos de Grupo 4 y Grupo 5, versiones del auto deportivo BMW M1, que además de correr en las principales carreras de resistencia, también participaba en la serie monomarca Procar como eventos de apoyo en muchas carreras de F1. Los autos de F2 de esta época, particularmente el 782, fueron a menudo sobresalientes, y March recuperó su dominio: Bruno Giacomelli se llevó el título de F2.
El efecto suelo llegaron a la F2 en 1979, pero fueron ampliamente malentendidos; por un tiempo, parecía que Rad Dougall, del equipo Toleman con su convencional 782, vencería no solo a Brian Henton en el auto propio de Toleman, sino también al nuevo 792 de March para llevarse el título. Sin embargo, al final, Marc Surer se impuso para el equipo oficial.

### Años 80
En 1981, March hizo un esfuerzo poco entusiasta y mal financiado para regresar a la F1, construyendo autos que eran poco más que copias pesadas e insuficientemente rígidas del Williams FW07 para RAM Racing. El auto fue conducido inicialmente por Eliseo Salazar, pero pronto lo dejó para que Derek Daly se hiciera cargo. El equipo adquirió un importante acuerdo de patrocinio de Rothmans en 1982, pero el dinero llegó demasiado tarde para que Herd o Adrian Reynard (que trabajaba como ingeniero jefe) mejoraran el rendimiento de los coches. En 1983, RAM comenzó a construir sus propios coches y March quedó fuera de la F1 una vez más.
Durante esta fase, March Engines (una empresa independiente dentro del grupo) llevó a cabo una serie de proyectos personalizados para clientes: un BMW M1 muy modificado (que fracasó en gran medida pero aportó algunas aportaciones a los posteriores coches GTP/Grupo C) y un IndyCar igualmente fallido.

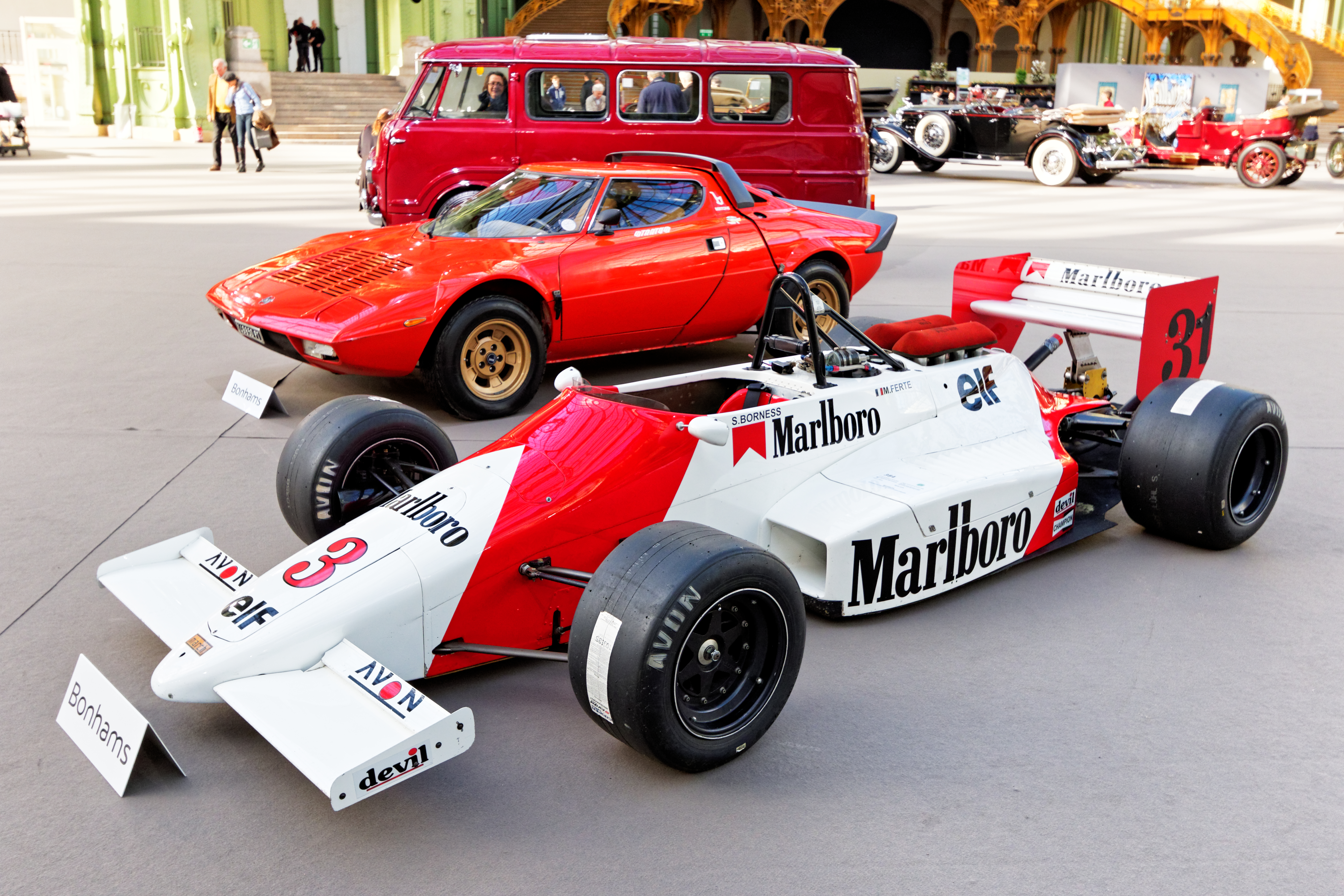
March 85B de F3000.

La atención de March a principios de la década de 1980 se dividió principalmente entre la F2 y la irrupción en el mercado automovilístico de Indy. Es una curiosa ironía que, aunque la copia FW07 de March fracasó en la Fórmula 1, cuando se convirtió en el 81C IndyCar tuvo un éxito instantáneo (en gran parte gracias a la participación directa de George Bignotti en el desarrollo del auto). March, con motor Cosworth, ganó las 500 Millas de Indianápolis cinco veces seguidas entre 1983 y 1987. De hecho, el March 86C ganó la carrera dos veces seguidas, 1986-1987.
Un margen importante apareció cuando comenzaron las carreras del Grupo C e IMSA GTP; March construyó una línea de prototipos deportivos descendientes del fallido BMW M1C, que, equipado con motores Porsche o Chevrolet, gozó de un éxito considerable en Estados Unidos (pero menos en Europa). El mayor éxito de March en las carreras de autos deportivos fue la victoria en las 24 Horas de Daytona de 1984. Un acuerdo oficial de BMW en IMSA sufrió de problemas de motor, pero los coches eran intermitentemente muy rápidos.
En 1982, Corrado Fabi consiguió el último título de Fórmula 2 de March; La fórmula estaba cada vez más dominada por los oficiales Ralt-Honda. March abandonó el mercado de la Fórmula 3 al final de la temporada de 1981; habían disfrutado de períodos de dominio en la categoría, pero esto se había desvanecido a favor de Ralt. Los márgenes de un coche de F3 eran bajos y la fábrica podría ocuparse de forma más productiva fabricando F2 e Indy.
La nueva Fórmula 3000 de 1985 le dio a March mucho más éxito durante los primeros años, siendo Christian Danner el primer campeón con un chasis March. Le siguió en 1986 Ivan Capelli y en 1987 Stefano Modena. Estos primeros F3000 eran poco más que desarrollos del coche 842 F2 (al igual que los coches japoneses de F2 en 1985-86). En 1986, BMW North America modificó el 86G hasta convertirlo en BMW GTP para su uso en el Campeonato IMSA GT, pero tuvo poco éxito. Mientras tanto, March se convirtió, con diferencia, en la marca dominante en las carreras de IndyCar, llegando al punto en que 30 de los 33 participantes en las 500 Millas de Indianápolis eran March. A finales de la década de 1980, el programa F3000 comenzó a ser eclipsado por Lola y Ralt, y prácticamente fue destruido por la entrada de Reynard Motorsport al mercado.

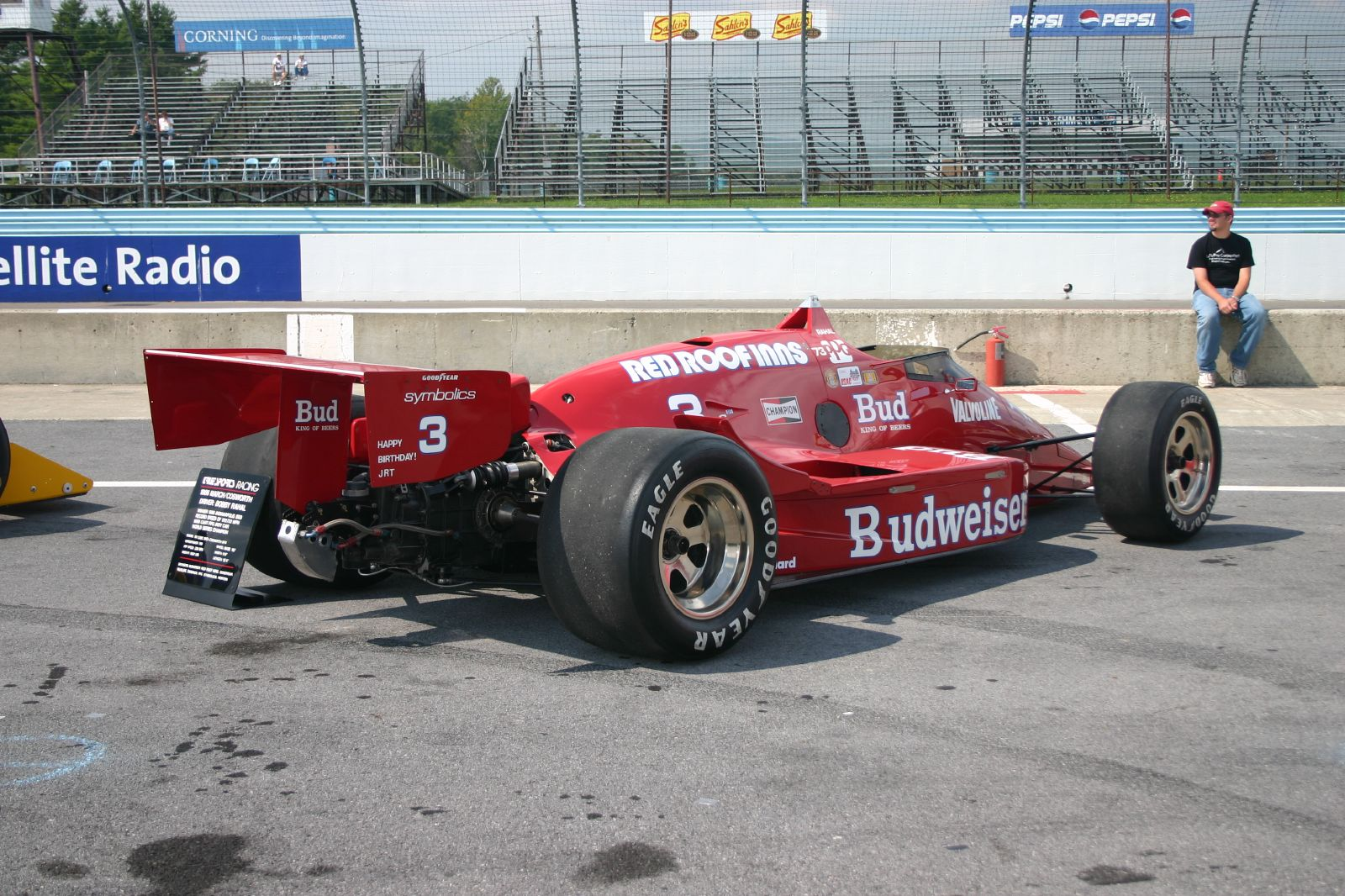
March 86C de Bobby Rahal, de 1986.

March inició un nuevo programa de Fórmula 1 en 1987 con el 871 con motor Ford, patrocinado por la empresa inmobiliaria japonesa Leyton House y conducido por Ivan Capelli, quien había traído su patrocinador F3000 al equipo. En agosto de 1987, Adrian Newey llegó a March F1 y diseñó el March 881-Judd para que lo condujeran Capelli y Maurício Gugelmin. El coche fue un verdadero éxito, sumando 22 puntos en 1988, incluido un segundo puesto en el Gran Premio de Portugal de 1988 y liderar una vuelta del Gran Premio de Japón, siendo el único monoplaza con motor atmosférico en liderar una carrera en años. La aerodinámica y el monocasco ultradelgado del 881 fueron copiados por la mayor parte de la parrilla en 1989 y el coche lanzó al diseñador Newey al estrellato.
En abril de 1987, March se hizo pública. Herd siguió siendo el mayor accionista y un bloque de acciones se transfirió a empleados clave que habían permanecido en la empresa en las buenas y en las malas. March Group plc estaba valorado inicialmente en 14,5 millones de libras esterlinas. Pero las cosas no iban bien en Estados Unidos y cuando el dólar se desplomó frente a la libra ese mercado se secó. Quitada de las manos de los corredores, la empresa se fue cuesta abajo. La situación se resolvió a principios de 1989 cuando Leyton House de Akira Akagi compró March Racing, incluidas las operaciones de F1 y las instalaciones de producción del F3000, dejando a Herd embarcarse en otras empresas.

### Años 90
March se concentró en acuerdos de asociación de alto valor, como Porsche y Alfa Romeo en IndyCar (con algo de éxito en el primero), trabajos de consultoría en el superdeportivo Panther Solo, composites y negocios de túneles de viento. El túnel de viento fue un desastre, ya que el aislamiento era demasiado eficiente: en efecto, era una olla a presión que generaba resultados inútiles y esto destruyó la competitividad de varios equipos que lo utilizaron, incluido Lotus. La recesión económica de finales de los 80 afectó gravemente al mercado de March, y la dirección reconoció que estaban produciendo autos de cliente de baja calidad; el movimiento lógico fue fusionarse con Ralt, dejando que March fuera la marca para los acuerdos de asociación industrial, y Ralt se encargara de las categorías de producción. Esto se llevó a cabo, aunque nunca se integraron de manera eficiente.

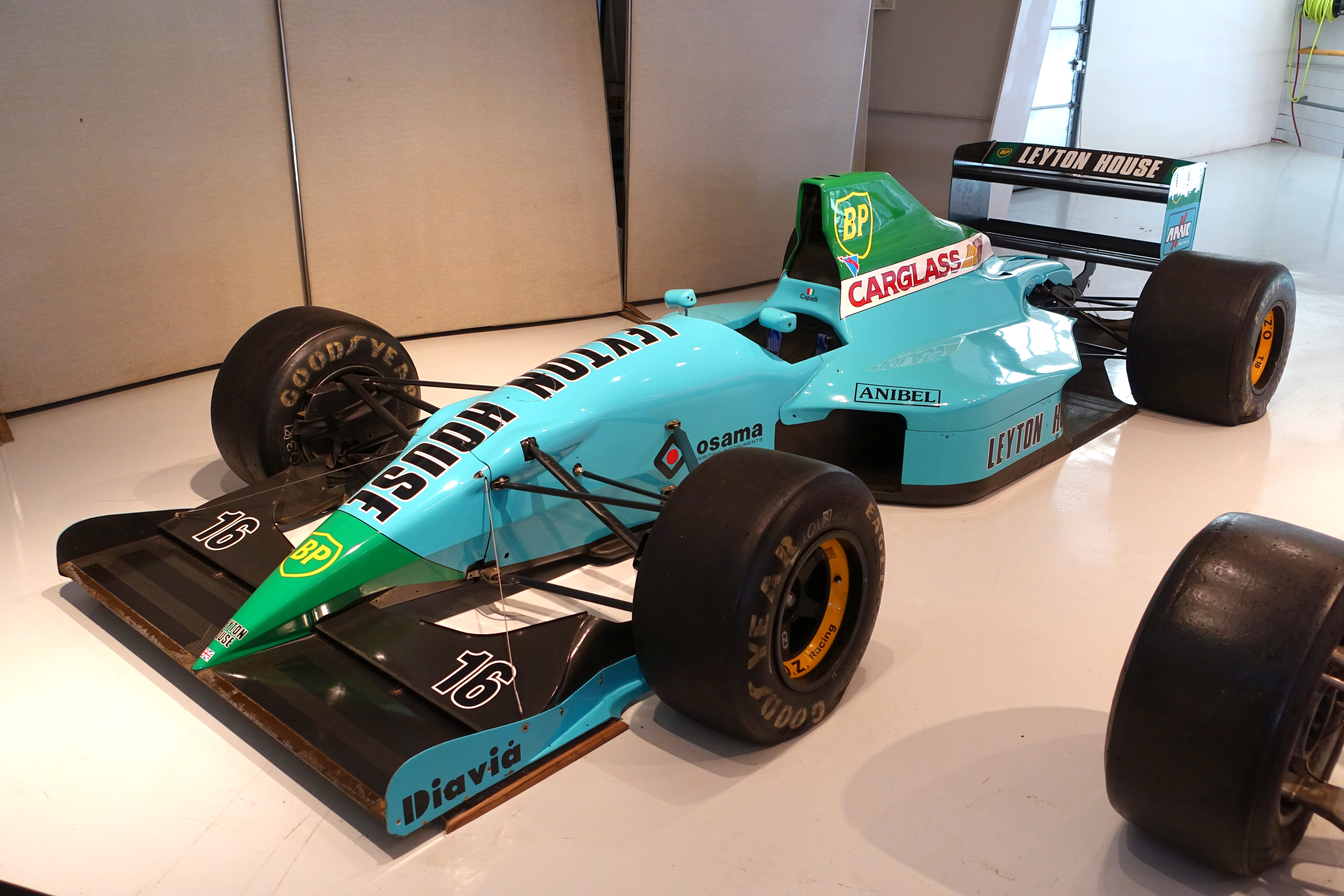
Leyton House CG901.

El equipo de F1 corrió como Leyton House Racing en 1990 y 1991, adquiriendo motores Ilmor V10. El equipo casi causó una gran sorpresa en el Gran Premio de Francia de 1990, con Capelli y Gugelmin capitalizando su superior aerodinámica y la suavidad de la pista para intentar correr toda la carrera con un solo juego de neumáticos, mientras que todos los demás hicieron una parada a mitad de carrera. Problemas con el motor hicieron que Gugelmin abandonara y Capelli disminuyera el ritmo, permitiendo que Alain Prost lo adelantara faltando tres vueltas. A finales de 1991, Akagi se vio envuelto en el escándalo del Banco Fuji y Leyton House se retiró de la competición. El equipo fue comprado por Ken Marrable, un asociado de Akagi, y volvió a llamarse March para la temporada 1992, pero con poco financiamiento, los resultados quedaron muy por debajo de las expectativas.

#### Caída
Una serie compleja de adquisiciones y ventas hizo que el grupo March (ahora esencialmente una empresa de servicios financieros) se deshiciera de sus intereses en las carreras; tras una recompra por parte de la gerencia, March y Ralt fueron vendidos a principios de los 90. Más tarde, Fitton cerró March y Ward continuó con Ralt a un nivel inferior. A finales de los 90, los activos de ingeniería de March fueron vendidos a Andy Gilberg. Esto consistía en más de 30,000 dibujos de ingeniería y derechos de diseño para autos de clientes, autos de F1 de fábrica de los años 70 y otros proyectos producidos en las instalaciones de Murdock.

## Palmarés
| Fórmula 1                     | Fórmula 1                      | Fórmula 1                                        | Fórmula 1     |
| ----------------------------- | ------------------------------ | ------------------------------------------------ | ------------- |
| 0                             | Bandera de las Naciones Unidas | Mejor posición: 2º (1971)                        | 5 Victorias   |
| Fórmula 2                     |                                |                                                  |               |
| 6                             | Bandera de Unión Europea       | 1971, 1973, 1974, 1978, 1979, 1982               | 115 Victorias |
| Fórmula 3000                  |                                |                                                  |               |
| 3                             | Bandera de Unión Europea       | 1985, 1986,1987                                  | 18 Victorias  |
| Fórmula 3                     |                                |                                                  |               |
| 25                            | 3                              | 1977,1980,1981                                   |               |
|                               | 11                             | 1971,1973(2),1974(2),1975,1976(2),1977,1979,1980 |               |
|                               | 5                              | 1973,1974,1975,1979,1982                         |               |
|                               | 3                              | 1974,1975,1981                                   |               |
|                               | 2                              | 1974,1979                                        |               |
|                               | 1                              | 1980                                             |               |
| Fórmula Atlantic              |                                |                                                  |               |
| 11                            | 3                              | 1972,1973,1974                                   | 31 Victorias  |
|                               | 4                              | 1976 (2),1977,1978                               | 26 Victorias  |
|                               | 2                              | 1976,1977                                        | 19 Victorias  |
|                               | 1                              | 1979                                             | 7 Victorias   |
|                               | 1                              | 1980                                             | 5 Victorias   |
| PPG CART IndyCar World Series |                                |                                                  |               |
| 2                             | Bandera de Estados Unidos      |                                                  | 60 Victorias  |